# Bitwa pod Laval
Bitwa pod Laval – starcie zbrojne, które miało miejsce 22 października 1793 roku w trakcie powstania w Wandei. Zakończyła się zwycięstwem rojalistów nad wojskami republikańskimi. Była to pierwsza z większych bitew stoczonych podczas epizodu wojny zwanego Virée de Galerne.

## Tło historyczne
Po porażce w bitwie pod Cholet i po przekroczeniu Loary, Wandejczycy zatrzymali się w Varages. 19 października dowództwo sił rojalistycznych odbyło tam naradę wojenną. Dotychczasowy głównodowodzący generał Maurice d’Elbée, z powodu odniesionych ran, nie uczestniczył w naradzie. Oficerowie zaproponowali, by stanowisko naczelnego dowódcy powierzyć Louisowi Marie de Lescure. Nie przyjął on propozycji stwierdziwszy, że sam jest zbyt poważnie ranny. W zamian na stanowisko głównodowodzącego zarekomendował kandydaturę Henriego de La Rochejacqueleina. 20 października Rochejacquelein przyjął nominację, stając się tym samym naczelnym dowódcą Wandejczyków w wieku 21 lat.
Celem wyznaczonym w trakcie narady było wzniecenie powstania w Bretanii oraz w Maine. W regionach tych większość ludności popierała rojalistów. W celu utrzymania łączności z Charette'em i jego armią, Lescure zaproponował przemarsz do Nantes, gdzie obronne siły republikańskie były znacznie osłabione. Talmont, będący właścicielem dużych posiadłości ziemskich w Maine zaproponował zajęcie Laval. Uważał bowiem, że jego wpływy w tym regionie są na tyle znaczne, że będzie mógł powołać pod broń kilka tysięcy nowych powstańców.

## Przebieg bitwy
W dniu 20 października armia monarchistów przemaszerowała do Laval. Po drodze rozbiła republikańskie garnizony w Ingrandes oraz w Candé, a w dniu 21 października – także w Segré i Château-Gontier. 22 października Wandejczycy dotarli do Laval, bronionego przez 6 tysięcy ludzi. Jednak republikanie nie stawiali twardego oporu. Po pierwszym natarciu Wandejczyków, generał Letourneur zarządził odwrót z miasta. Odwrót odbył się w sposób chaotyczny; oddziały republikańskie rozproszyły się po wioskach. Wszystkie te łatwo osiągnięte zwycięstwa wzmocniły morale w szeregach rojalistów. Mieszkańcy Laval pozytywnie odebrali ich przybycie, dostarczając im zaopatrzenia oraz prowiantu. Wandejscy generałowie postanowili pozostać w Laval przez kilka dni, by poczekać na przybycie posiłków oraz by pozwolić żołnierzom odpocząć.
Tymczasem, 22 października republikańska Armia Zachodnia przeprawiła się na południowy brzeg Loary w Angers oraz w Nantes. Nicolas Haxo pozostał ze swoim oddziałem na północnym brzegu, by walczyć z Charette'em.